# Bernard Itier
Bernard Itier (lat.: Bernardus Iterii; * 1163; † 1225) war ein französischer Geistlicher und Chronist im frühen 13. Jahrhundert.

## Leben und Werk
Bernard Itier wurde im Alter von 14 Jahren Mönch der Benediktiner in der Abtei Saint-Martial von Limoges und empfing 1189 die Priesterweihe. 1195 wurde er Bibliothekarsgehilfe und 1199 Succentor, ab 1204 amtierte er im Posten des Bibliothekars der Abtei, den er bis zu seinem Tod im Alter von 62 Jahren innehielt.
Er verfasste eine die Jahre 1179 bis 1225 umfassende Chronik, die in der Regionalgeschichte des Limousin und der Geschichte der Abtei und der aquitanischen Bistümer ihren Schwerpunkt hat. Als Bibliothekar von Saint-Martial arbeitete er mit Geoffroy du Breuil zusammen, an dessen Chronik er einige Ergänzungen hinzufügte. Itiers eigene Chronik wurde wesentlich später von zwei weiteren Mönchen von Saint-Martial für die Jahre von 1272 bis 1285 fortgesetzt.

## Schriften
- Henri Duplès-Agier (Hrsg.): Chronicon Bernardi Iterii armarii monasterii S. Marcialis. In: Chroniques de Saint-Martial de Limoges Renouard, Paris 1874.
- Léopold Delisle (Hrsg.): Ex Chronico Bernardi Iterii. In: Recueil des Historiens des Gaules et de la France, Bd. 18 (1878), S. 223–238.
- Léopold Delisle (Hrsg.): Chronicon Bernardi Iterii continuatum. In: Recueil des Historiens des Gaules et de la France, Bd. 21 (1878), S. 756–759.
- Jean-Loup Lemaître (Hrsg.): Chronique / Bernard Itier (Les Classiques de l’histoire de France au moyen age; Bd. 39). Éditions Les Belles Lettres, Paris 1998, ISBN 2-251-34050-5.